# Manfred Helm
Manfred Helm (* 27. Dezember 1959 in Wien) ist ein österreichischer Physiker und Hochschullehrer an der 
TU Dresden.

## Lebenslauf
Helm studierte von 1978 bis 1983 Physik an der Universität Innsbruck. Er schloss das Studium mit einer Diplomarbeit über ein Thema der theoretischen Quantenoptik bei Peter Zoller ab. Anschließend promovierte er in der experimentellen Halbleiterphysik bei Erich Gornik. In seiner Dissertation realisierte er einen p-Germanium THz-Laser. 1987 ging er als wissenschaftlicher Mitarbeiter zu Bell Communications Research (Bellcore) in Red Bank, New Jersey. Dort konnte er erstmals THz-Emission aus elektrisch durch Tunnel-Injektion angeregten Quantentopf-Strukturen beobachten. Dieses Experiment war ein Vorläufer des später bei Bell Laboratories erfundenen Quantenkaskadenlasers. Ab 1990 forschte er am Institut für Halbleiterphysik der Johannes-Kepler-Universität Linz, Österreich. Dort habilitierte er sich 1993 auf dem Gebiet der Halbleiterphysik, wurde zum Dozenten und 1997 zum außerordentlichen Professor ernannt. Sein Hauptarbeitsgebiet dort war die Physik von Intersubbandübergängen in Quantenstrukturen, insbesondere Halbleiter-Übergittern.
Im Jahr 2000 folgte er einem Ruf an die TU Dresden als Professur für Spektroskopie in der Halbleiterphysik am Institut für Angewandte Physik, kombiniert mit einer Stelle als Direktor am Institut für Ionenstrahlphysik und Materialforschung des Helmholtz-Zentrums Dresden-Rossendorf (HZDR; damals Forschungszentrum Rossendorf). In dieser Funktion ist er u. a. verantwortlich für die Infrarot- und THz-Spektroskopie mit dem Freie-Elektronen-Laser am Elektronenbeschleuniger ELBE.

## Auszeichnungen
- 1992: Fritz-Kohlrausch-Preis, Österreichische Physikalische Gesellschaft (ÖPG)
- 1995: Erich Schmid-Preis, Österreichische Akademie der Wissenschaften (ÖAW)
- 1996: Kardinal-Innitzer-Förderungspreis für Naturwissenschaften, Erzdiözese Wien
- 2023: Fellow der American Physical Society, für bahnbrechende Beiträge zur Entwicklung von THz-Quellen und THz-Spektroskopie von Nanomaterialien, zur Physik von Halbleiter-Supergittern und Intersubband-Übergängen in Quantenstrukturen sowie für die führende Rolle bei der Entwicklung eines Freie-Elektronen-Infrarotlasers zu einer erfolgreichen Forschungseinrichtung.[3]

## Wichtige Veröffentlichungen
- M. Helm: Infrared spectroscopy and transport of electrons in semiconductor superlattices, Semiconductor Science and Technology 10, 557 (1995), doi:10.1088/0268-1242/10/5/001
- M. Helm: The basic physics of intersubband transitions, in "Semiconductors and Semimetals", Vol. 62 (Willardson and Weber, Series Editors), Academic Press, 2000, p. 1–99, doi:10.1016/S0080-8784(08)60304-X
- Manfred Helm (Editor): Long Wavelength Infrared Emitters Based on Quantum Wells and Superlattices (Optoelectronic Properties of Semiconductors and Superlattices), CRC, 1999, ISBN 90-5699-683-5
- M. Wagner, H. Schneider, D. Stehr, S. Winnerl, A. M. Andrews, S. Schartner, G. Strasser, M. Helm: Observation of the intra-exciton Autler-Townes effect in GaAs/AlGaAs semiconductor quantum wells, in: Physical Review Letters 105, 167401 (2010), doi:10.1103/PhysRevLett.105.167401
- M. Mittendorff, F. Wendler, E. Malic, A. Knorr, M. Orlita, M. Potemski, C. Berger, W. A. de Heer, H. Schneider, M. Helm, S. Winnerl: Carrier dynamics in Landau-quantized graphene featuring strong Auger scattering, in: Nature Physics 11, 75 (2015), doi:10.1038/nphys3164